# Авитохол (суперкомпютър)
 Тази статия е за суперкомпютъра.  За други значения вижте Авитохол (пояснение).  
Авитохол е вторият български суперкомпютър – високопроизводителен изчислителен комплекс, намиращ се в Центъра за високопроизводителни пресмятания при ИИКТ на БАН. Комплексът се състои от 150 сървърa от платформата HP Cluster SL250S GEN8, всеки с по два Intel Xeon E2650v2 процесора и два копроцесора Intel Xeon Phi 7120P.
При пускането му в действие през ноември 2015 г. Авитохол е на 388-о място в TOP500 на компютрите в света.